# حلقه خلاف‌کاران (فیلم ۱۹۵۷)
حلقه خلاف‌کاران (انگلیسی: The Crooked Circle) یک فیلم به کارگردانی جوزف کین است که در سال ۱۹۵۷ منتشر شد.